# Ciencias forestales
Ciencias forestales, sinónimo de dasonomía y traducido de la palabra en inglés “Forestry”. La etimología del término viene del griego, en concreto de las palabras “daso” (bosque) y “nomos” (leyes), es decir conforman las “Leyes que rigen el bosque”. Existen múltiples definiciones de este tipo de ciencia. Algunas de ellas incluyen, que es la ciencia y el arte de controlar, proteger, producir y utilizar los bosques para obtener de ellos el mayor beneficio humano posible. Añaden, que la dasonomía estudia la producción y uso de los bienes generados por el bosque. Por último, concluyen en que es un conjunto de ciencias que se aplican a los complejos suelo-vuelo forestales, nativos o implantados y a sus ambientes bio-ecológicos para la máxima producción y conservación de bienes y servicios con sentido universal, integral y de permanencia en el tiempo.

## Objetivos

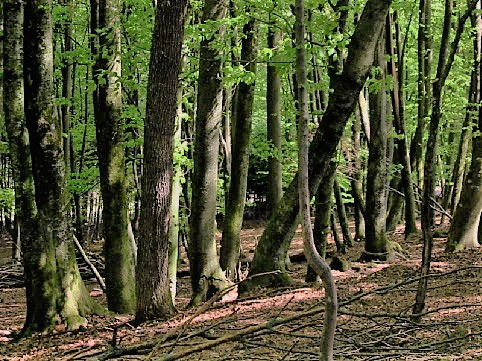
Las ciencias forestales, actualmente deben proteger, entre otros, este tipo de paisajes

En sus inicios y durante mucho tiempo las ciencias forestales o dasonomía, se han encargado de producir madera. sin embargo, con los efectos producidos por el cambio climático, como el aumento de la preocupación por conservación de recursos naturales, el aumento considerable de la contaminación y el deterioro ambiental, las actividades profesionales de estas ciencias han cambiado. Actualmente, dan la misma prioridad a la producción de maderas, de agua limpia, peces, animales de caza, de oxígeno y al uso del bosque como espacio de ocio. Es por esto, que la dasonomía abre sus horizontes a una amplia cantidad de intereses y objetivos, convirtiendo al silvicultor en un protector de los bosques, que tiene que tomar precauciones en sus planteos y tener una clara conciencia del futuro en el ámbito forestal.

## Ramas de la dasonomía
Dendrología: se refiere al estudio de las especies arbóreas y leñosas, y al estudio de su identificación, características morfológicas y estructurales.
Ecología forestal: estudio científico de los patrones interrelacionados, procesos, flora, fauna y ecosistemas forestales.  
Silvicultura: conjunto de técnicas y conocimientos relativos al cultivo de bosques o montes. Dentro de esta práctica, hay dos ramas:
- Forestación: con referencia al latín, la palabra se forma del vocablo “forestis” (bosque) y el sufijo "-ción".[4] Consiste en la repoblación forestal, mediante la siembra o plantación, de un terreno anteriormente agrícola o dedicado a usos no forestales. [5]
- Dasocracia: parte de la dasonomía, que trata de la ordenación de montes para obtener la mayor renta anual y constante, dentro de la especie, método y turno de beneficio que se hayan adoptado.[6]

Economía: rama dividida en tres subdivisiones:
- Dasometría: consiste en la medición de los árboles y masas forestales, desde el punto de vista estático y dinámico (crecimiento). [7] Dividida en:
  - Dendometría: del griego “dendrón”, árbol, y metrón, medida. Es la medición, cálculo y/o estimación de las dimensiones de los árboles y bosques. Analiza las dimensiones de árboles y bosques desde un punto de vista estático. [8]
  - Epidometría: del griego “epidoma”, crecimiento y metrón, medida. Analiza las dimensiones de árboles y bosques desde un punto de vista dinámico. [8]

- Tecnología de los productos forestales: también conocida como Xilotecnología, estudia la madera, su elaboración y utilización (anatomía, características físico-mecánicas, secado, sistemas de elaboración, productos e industrias). [1]

La economía de las ciencias forestales, también estudia sus gastos y beneficios financieros. 